# Massimo (famiglia)

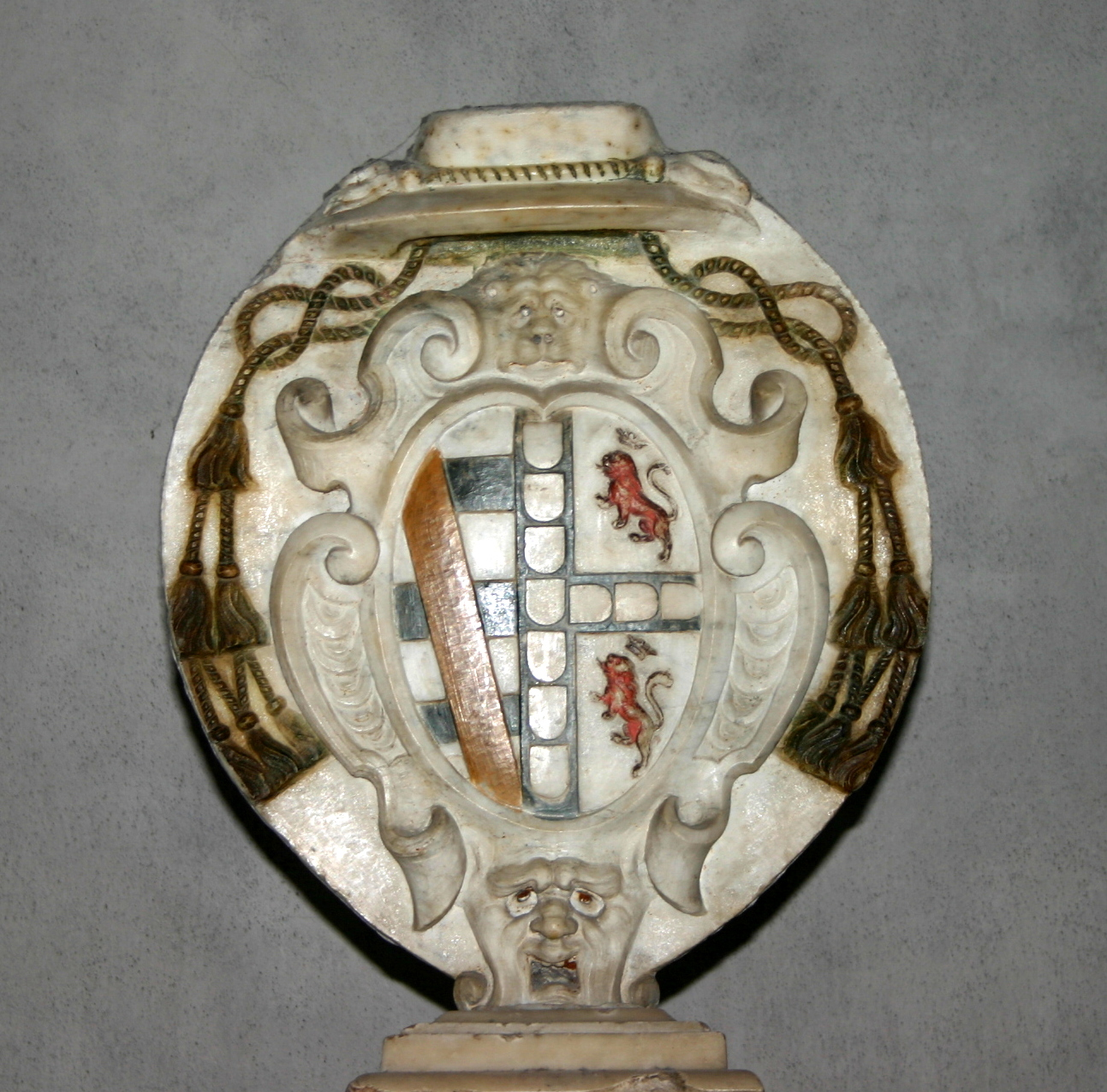
Stemma di Casa Massimo sulla tomba di Innocenzo Massimo nel Duomo di Catania

La Casata dei Massimo, spesso resa nella forma plurale come Massimi, è un'antica dinastia principesca di Roma, ancora fiorente nei rami dei Principi di Arsoli e Massimo delle Colonne.

## Discendenza leggendaria
Le origini della famiglia restano oscure e leggendarie.
Una tradizione mitica fa risalire l'origine della famiglia Massimo alla Gens Fabia dell'antica Roma la quale con Quinto Fabio Rulliano avrebbe aggiunto nel IV secolo a.C. per senatoconsulto della repubblica romana il cognomen «Maximi». La leggenda sarebbe stata diffusa da Onofrio Panvinio (1529-1568) nel suo "De gente Maxima" del 1556 (Cod. Vat. 6168 pag. 166) pubblicato da Angelo Mai nel 1843 nel tomo IX dello "Spicilegium romanum". Secondo il Panvinio a questa famiglia sarebbero appartenuti due papi santi, Anastasio I e Pasquale I. La leggenda ebbe una certa fortuna per cui la famiglia Massimo è considerata da alcuni, fra cui Vittorio Spreti, la più antica d'Europa. A Napoleone Bonaparte che chiedeva notizie sulla veridicità di tale discendenza, Francesco Camillo VII Massimo, plenipotenziario del papa Pio VI, rispondeva: «Je ne saurais en effet le prouver, c'est un bruit qui ne court que depuis douze cents ans dans notre famille» (in realtà non potrei provarlo, è una diceria che si racconta nella nostra famiglia solo da una dozzina di secoli). Il desiderio di possedere ascendenze mitiche era abbastanza comune nelle casate dato che costituivano un'ulteriore prova della loro nobiltà: nella maggior parte dei casi le ricerche araldiche venivano affidate a noti eruditi il cui fine era di compiacere l'aristocratico committente.

## Storia

### Origini
Il più antico personaggio di cui si ha notizia sarebbe vissuto nel XI secolo: una lapide del 1012 nella basilica dei Santi Bonifacio e Alessio sull'Aventino ricorda un Leo de Maximis. Tuttavia il primo a essersi fregiato del nome di famiglia «de Maximis», come segno di appartenenza all'aristocrazia romana, sembra sia stato Massimo di Lello di Cecco, titolare di un banco di pegni nella prima metà del XV secolo, definito nei documenti dell'epoca «Maximus Lelli Cecchi»; suo padre Lello (morto nel 1420) gestiva una spezieria nel rione Sant'Eustachio e fu Conservatore di Roma nel 1418, mentre il nonno Cecco di Lello de Maximo, che sottoscrisse nel 1347 gli statuti dell'arte della lana, fu probabilmente il principale artefice della fortuna economica della famiglia.
Non pare sia ancora possibile stabilire una parentela certa con la famiglia del nobile Andrea de Maximis, Giudice Palatino nel 1346, cui apparteneva ancora nel XIV secolo il casale del Trullo in area portuense, che da essi prese nome sin dal secolo precedente.

### XIV e XV secolo
Tra il XIV e il XV secolo i Massimo possedevano un ingente patrimonio derivante da attività commerciali e professionali e ciò permise alla famiglia di stringere alleanze matrimoniali con alcune casate aristocratiche romane (i Santacroce, i Mazzatosta, i Planca, gli Spannocchi, i Mattei, i Cesarini, i Mancini, i Colonna, ecc.). Se il titolo di nobile della famiglia risale al XIV secolo, quello di marchesi al 1544, quello di principi al 1826 e quello di duchi al 1828.

### XVI secolo
Nel XVI secolo la famiglia si divise in due rami: il primo, quello dei signori (poi principi di Arsoli) detti "delle Colonne", residente nel palazzo Massimo alle Colonne, ancora esistente; il secondo, quello dei marchesi di Ortona poi duchi di Rignano detti "di Aracoeli" ora estinto nella linea maschile con Emilio, nel 1907.
Nel palazzo Massimo alle Colonne una lapide ricorda come sia stata la sede della prima stamperia di Roma a opera di Conrad Sweynheym e di Arnold Pannartz coadiuvati dai fratelli Pietro e Francesco Camillo VII figli di Massimo di Lello di Cecco; in realtà l'edificio adibito a stamperia doveva essere situato in una casa che i due fratelli possedevano nelle immediate adiacenze di Campo de' Fiori, lungo la via Mercatoria. Dal XVI secolo in poi tutti i primogeniti maschi della famiglia Massimo sottoscrissero gli atti pubblici non con il proprio nome di battesimo, ma con quello di «Camillo», in ricordo di Camillo Massimo (1577-1640), primo istitutore del fedecommesso di primogenitura.

### XIX secolo
Nel 1826 ebbero da Leone XII il privilegio di titolarsi Principi sul feudo di Arsoli, già refutato al papa nel 1818 a seguito dell'eversione della feudalità.
I Massimo strinsero rapporti di parentela con esponenti di alcune famiglie reali europee: Cristina di Sassonia (sposò nel 1796 Massimiliano Camillo VIII Massimo, I principe di Arsoli); Maria Gabriella di Savoia-Villafranca (figlia del principe Giuseppe di Savoia, Conte di Villafranca); Beatrice di Borbone-Spagna (figlia del pretendente carlista infante Carlo); Maria Adelaide di Savoia-Genova (figlia del principe Tommaso di Savoia, Duca di Genova, fratello della regina Margherita) nel 1935 si unì in matrimonio con Leone.

### Epoca recente
La stirpe è rappresentata nel ramo principale dal capofamiglia Fabrizio (1963) che ai titoli di famiglia quali quello di principe e signore di Arsoli ha riunito quelli della eredità Brancaccio (Principe di Triggiano, Principe di Roviano, Duca di Lustra e Marchese di Montescaglioso) (?). e da Stefano (1955), principe di Roccasecca dei Volsci (figlio dell'attrice Dawn Addams).

## Palazzi, ville e castelli

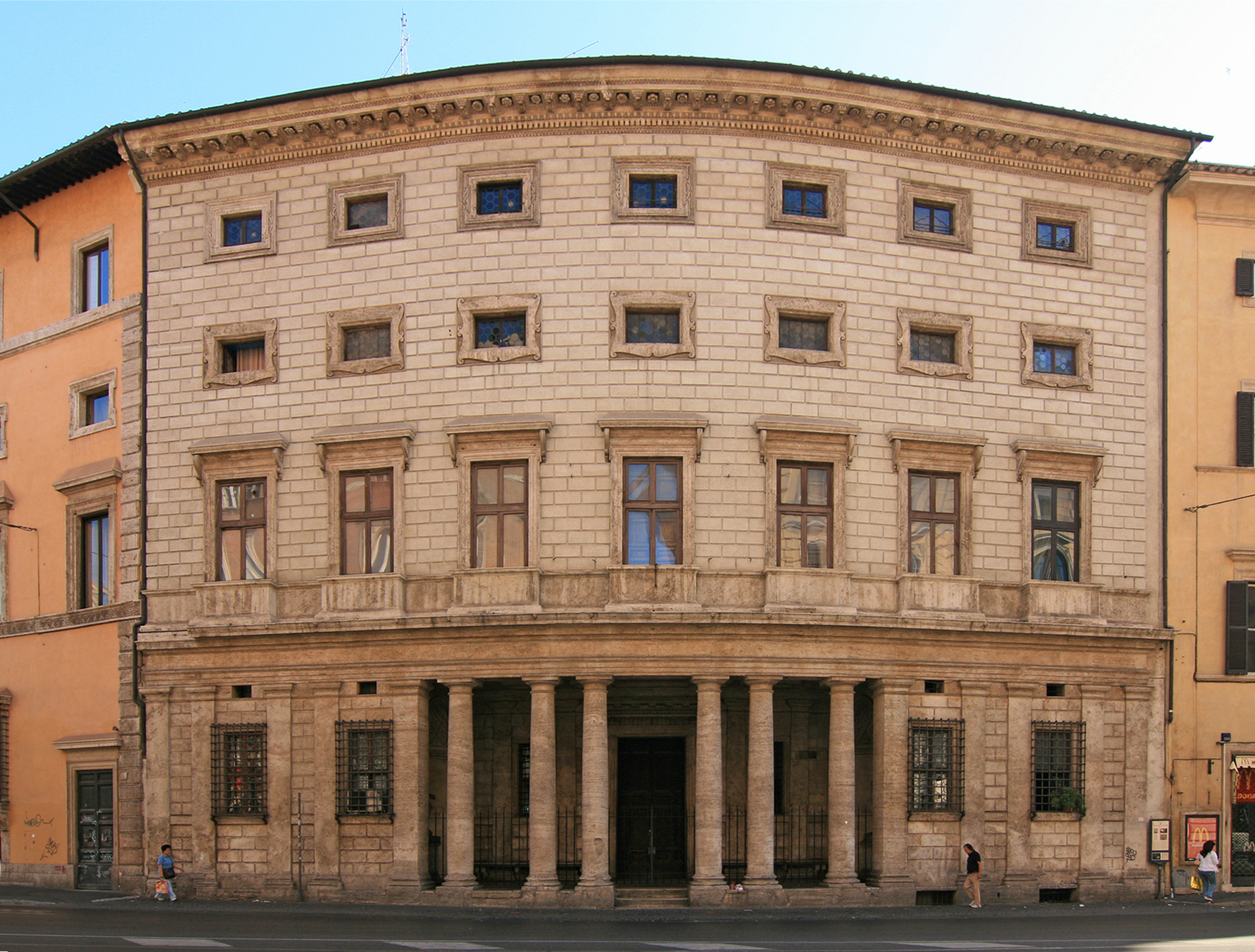
Palazzo Massimo alle Colonne.

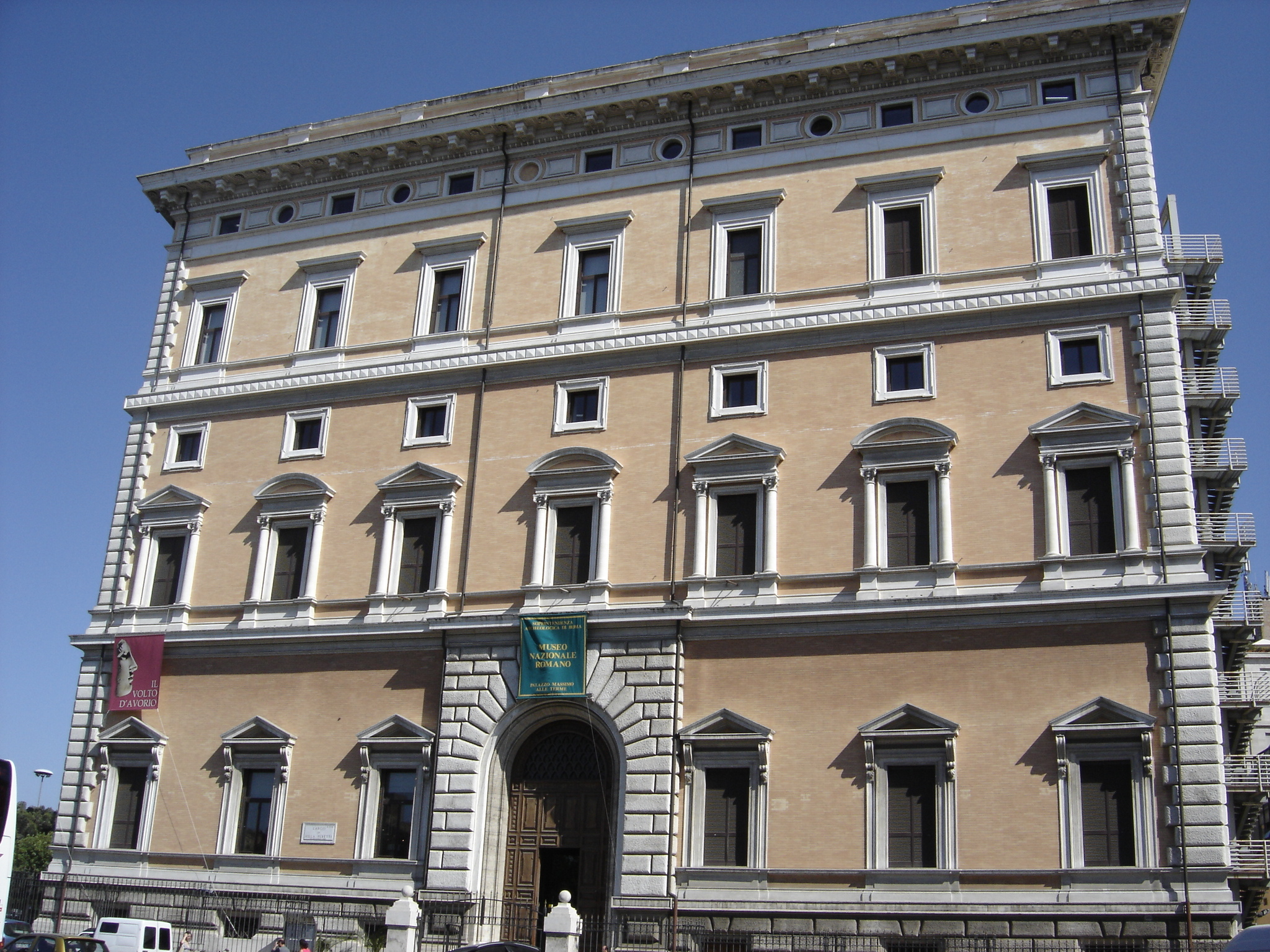
Palazzo Massimo alle Terme.

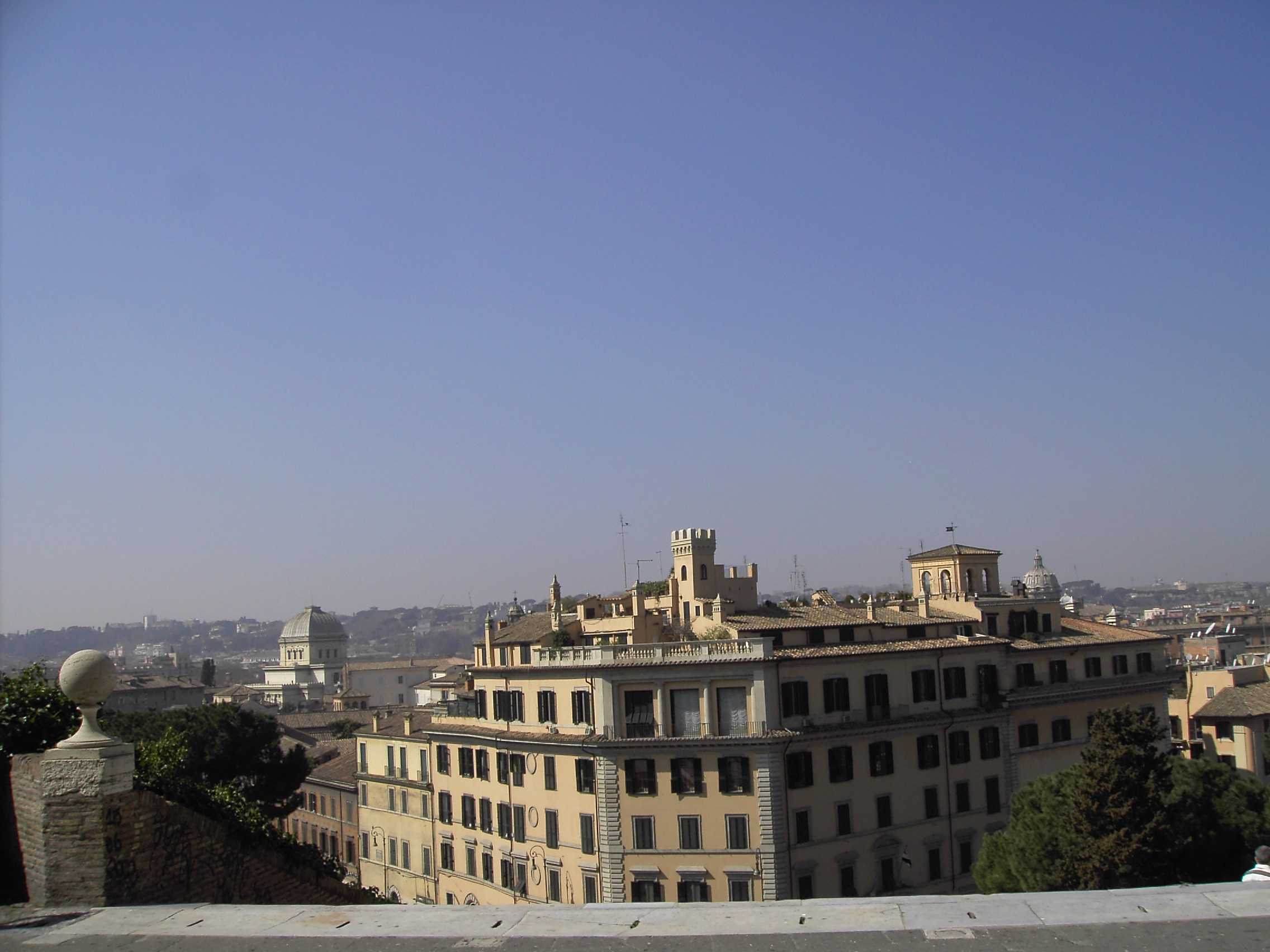
Palazzo Massimo di Rignano.

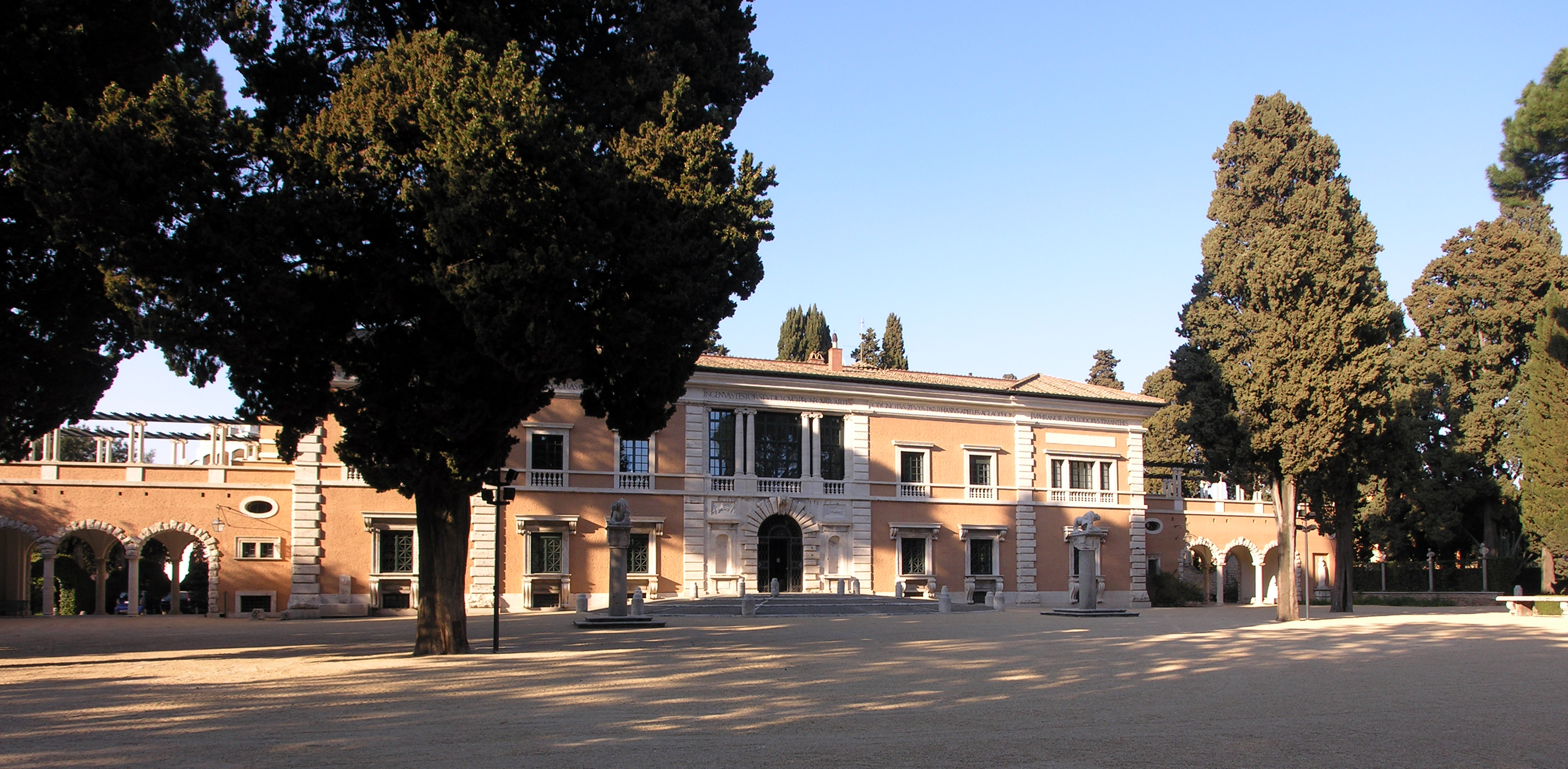
Villa Massimo di via Nomentana.

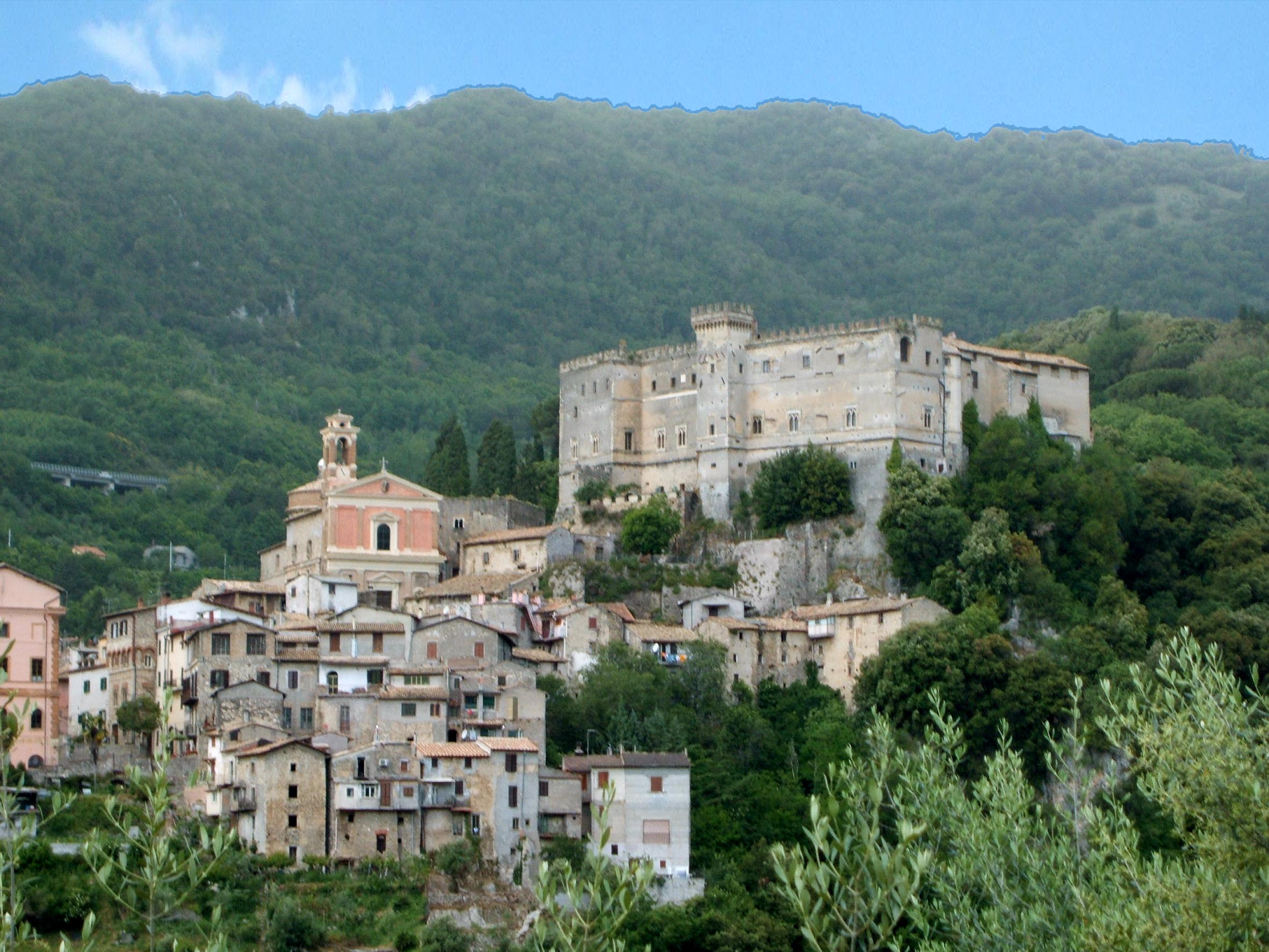
Castello Massimo di Arsoli.

Le residenze dei Massimo sono state il palazzo Massimo alle Terme (ora Museo Nazionale), il palazzo Massimo alle Colonne, il Palazzo di Pirro, il palazzo di Aracoeli, la villa Massimo, sulla Nomentana, la villa Massimo alle terme (demolita durante il fascismo) e il castello di Arsoli (X secolo, acquistato nel 1574 da Fabrizio su suggerimento di san Filippo Neri). Il luogo di sepoltura si trova nella cappella gentilizia di Santa Maria Annunziata in San Lorenzo in Damaso, a Roma.

## Successione dei titoli

### Massimo (delle Colonne)

#### Signori di Arsoli (1574)
- Fabrizio Camillo (*1536 †1633), I signore di Arsoli
- Pietro (*1574 †1655), II signore di Arsoli
- Fabrizio Camillo IV (*1606 †1693), III signore di Arsoli

#### Marchesi di Roccasecca (1686)
- Fabrizio Camillo IV (*1606 †1693), I marchese di Roccasecca
- Giovanni Battista Camillo V (*1659 †1711, II marchese di Roccasecca
- Filippo Camillo VI (*1684 †1735, III marchese di Roccasecca
- Francesco Camillo VII (*1730 †1801, IV marchese di Roccasecca
- Massimiliano Camillo VIII (*1770 †1840, V marchese di Roccasecca,

#### Principi di Arsoli (1826)
- Massimiliano Camillo VIII (*1770 †1840), I principe di Arsoli
- Vittorio Emanuele Camillo IX (*1803 †1873), II principe di Arsoli
- Carlo Alberto Camillo X (*1836 †1921), III principe di Arsoli
- Francesco Camillo XI (*1865 †1943), IV principe di Arsoli
- Leone (*1896 †1979), V principe di Arsoli
- Filippo (*1938 †2008), VI principe di Arsoli
- Fabrizio Massimo  (*1963), VII principe di Arsoli

### Lancellotti

#### Principi di Lauro e di Marzano (1852)
Giuseppina Massimo, sorella del principe Vittorio Emanuele Camillo IX Massimo, aveva sposato Ottavio Lancellotti, morto nel 1852 senza eredi; pertanto ella, sopravvissutagli, ottenne il permesso di trasmettere il cognome, il titolo e le proprietà del marito a suo nipote Filippo, figlio cadetto di Vittorio Emanuele Camillo IX.
- Filippo (*1843 †1915), I principe Lancellotti
- Giuseppe (*1866 †1945), II principe Lancellotti
- Filippo (*1892 †1970), III principe Lancellotti
- Pietro (*1934 ), IV principe Lancellotti

### Massimo d'Aracoeli
- Tiberio (*? †1588), fratello di Fabrizio Camillo, I signore di Arsoli
- Angelo (*? †1624)
- Massimo (*? †1652)
- Angelo Maurizio (*? †?)
- Francesco (*1635 †1707)

#### Marchesi di Ortona
- Francesco (*1635 †1707), I marchese di Ortona per eredità Paolini
- Angelo (*1679 †1755), II marchese di Ortona
- Angelo Tiberio (*1737 †1810), III marchese di Ortona, figlio del fratello del precedente
- Francesco (*1773 †1844), IV marchese di Ortona

#### Marchesi di Calcata, duchi di Rignano e Calcata
- Francesco (*1773 †1844), I marchese di Calcata (1803), I duca di Rignano (1820), I duca di Rignano e Calcata (1828)
- Mario (*1808 †1873), II duca di Rignano e Calcata
- Emilio (*1835 †1907), III duca di Rignano e Calcata

La casata si estinse in linea maschile. Maria, figlia di Emilio, portò il titolo di duca di Rignano e Calcata al marito Prospero Colonna. Si veda famiglia Colonna.

### Ursenbeck - Massimo
- Alessandro (*? †1683), figlio di Massimo Massimo d'Aracoeli (m. 1652)
- Francesco Ferdinando (*? †1728), conte di Ursenbeck, adottato da suo zio assunse il cognome di Ursenbeck - Massimo
- Francesco Antonio (*? †?), conte di Ursenbeck
- Francesco Saverio (*? †1838), conte di Ursenbeck

## Altre personalità della famiglia Massimo

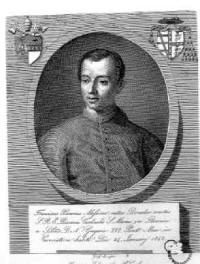
Il cardinale Francesco Saverio Massimo.

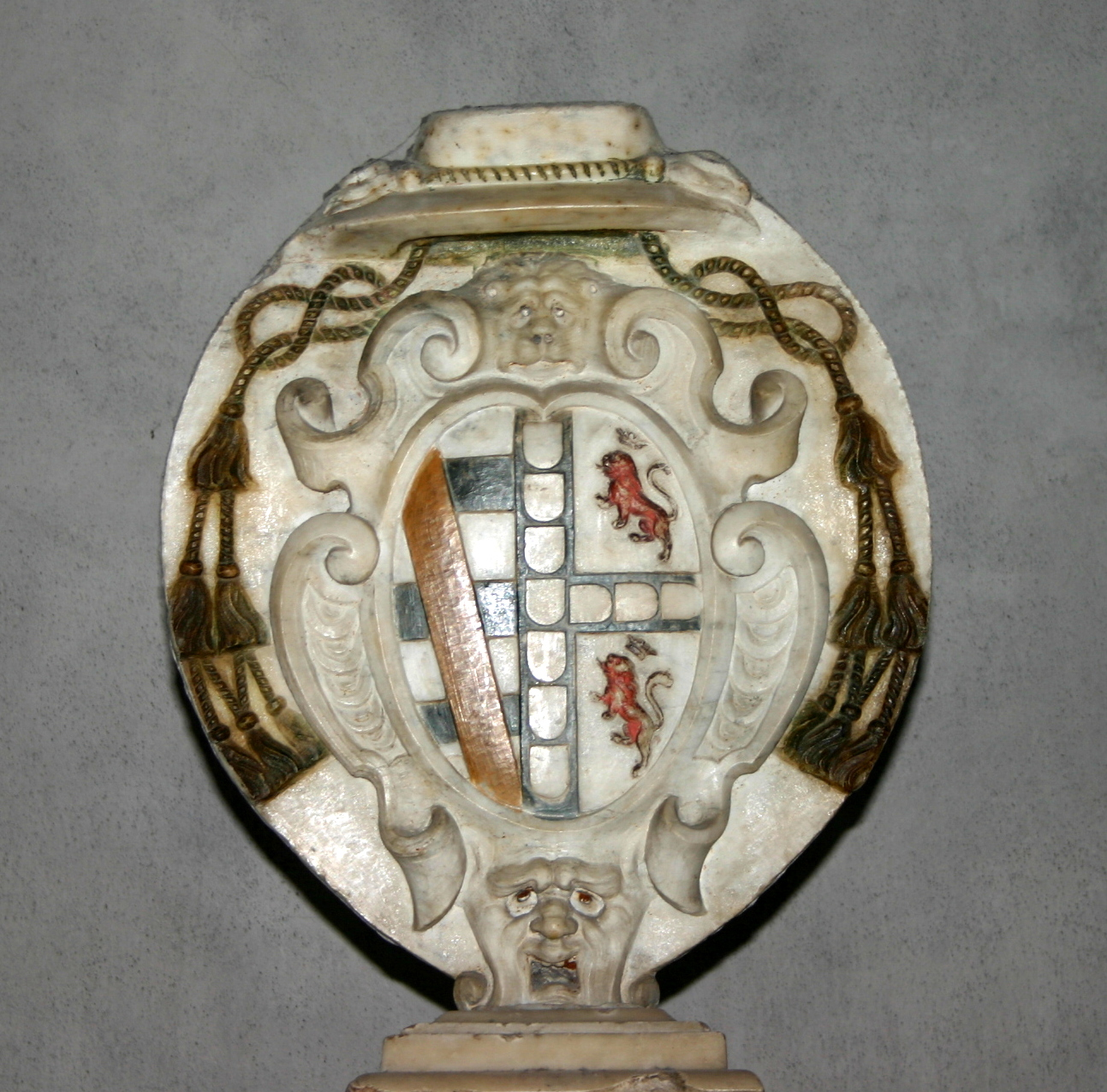
Arma dei Massimo sulla tomba del cardinale Innocenzo nella Cattedrale di Sant'Agata di Catania.

- Massimo di Lello di Cecco (*~1395 †1465)
- Giacomo di Lello di Cecco (*~1400 - †post 1464)
- Pietro Massimo (*~1420 †1489)
- Innocenzo Massimo (*1581 †1633), arcivescovo
- Carlo Camillo II Massimo (*1620 †1677), cardinale
- Francesco Saverio Massimo (*1806 †1848), cardinale
- Massimiliano Massimo (*1849 †1911), gesuita ed educatore